# Desprecio

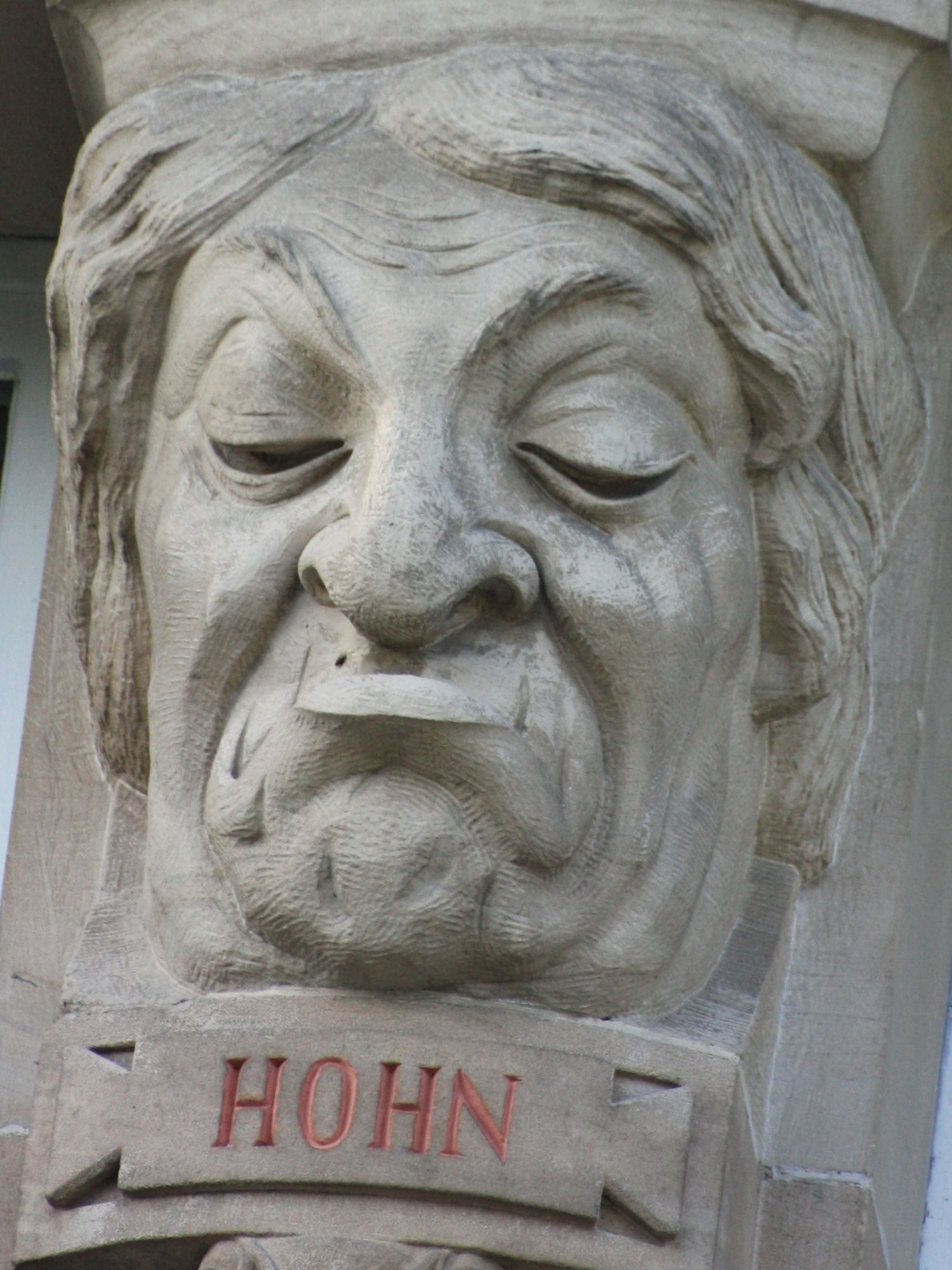
Representación alegórica de la burla en el teatro municipal de Gießen.

El desprecio, en psicología y otras ciencias sociales, es una intensa sensación de falta de respeto o reconocimiento y aversión. El desprecio supone la negación y humillación del otro de quien se pone en duda su capacidad e integridad moral. 
Es similar al odio, pero implica un sentimiento de superioridad. Una persona que tiene desprecio por otra mira a esta con condescendencia. La persona despreciada es considerada indigna. El desprecio puede estar relacionado con sentimientos de indignación y amargura.
El viejo adagio, "la familiaridad engendra desprecio" significa que nos enferman las personas y lugares que vemos a diario. Sin embargo, la familiaridad con frecuencia produce atracción. Esto se documenta en psicología como efecto de mera exposición. La excepción a este efecto es la de aquellos objetos o personas que producen aversión desde el principio.
Además el desprecio es un modo de manifestar un mal de otra persona hacia uno y es denominado como un leve daño.

## Desprecio y emparejamiento
En el libro Blink: El poder de pensar sin pensar el autor Malcolm Gladwell analiza las teorías de John Gottman sobre cómo predecir qué parejas permanecerán casadas. La teoría de Gottman afirma que hay cuatro reacciones emocionales principales que son destructivas para el matrimonio: defensiva, de bloqueo, crítica y el desprecio. De estas cuatro, Gottman considera el desprecio como la reacción más importante.